# Słodki biznes
Słodki biznes (Cake Boss) – amerykański reality show emitowany na kanale TLC. W programie pokazywana jest codzienna praca cukierni Carlo's Bake Shop w Hoboken w stanie New Jersey. Show głównie prowadzi Buddy z udziałem rodziny, przedstawiają działanie ich biznesu, ujawniają sceny z uroczystości rodzinnych i pracy w cukierni, szczególnie przy tworzeniu większych zamówień.

## Bohaterowie
- Bartolo "Buddy" Valastro (ur. 3 marca 1977) - główny bohater show. Pracę w cukierni zaczął w wieku 17 lat. Jest jedynym synem i najmłodszym dzieckiem Bartolo i Mary Valastro. Dorastał w Little Ferry w stanie New Jersey. Ożenił się z Elizabettą "Lisą" Belgiovine, z którą miał czworo dzieci: Sofię, Bartola "Buddy'ego" III, Marca, Carla. W 2012 roku został jednym z 50 najbardziej wpływowych ludzi stanu.
- Mauro Castano- cukiernik, "prawa ręka" Buddy'ego. Ożenił się z jego starszą siostrą, Maddaleną Valastro. Mają trójkę dzieci: Dominique, Mary i Buddy'ego.
- Danny Dragone- wielozadaniowy pracownik, pracował w piekarni zanim Buddy przyszedł na świat. Jego córka Tatiana także pracuje w cukierni. Ma pseudonim "Muł" głównie przez zabawne dźwięki, jakie wydaje, ale także przez jego wielozadaniowość.
- Frank "Frenkie" Amato Jr.- dekorator,  kuzyn Buddy'ego. Jest ojcem chrzestnym Marka. Ma żonę i dwójkę dzieci.
- Joseph "Joey" Faugno- głowa piekarni. Ożenił się z najstarszą siostrą Buddy'ego- Grace Valastro. Mają dwójkę dzieci: Roberta i Bartolinę.
- Lisa Gonzalez- (ur. 31 grudnia 1974) najmłodsza siostra Buddy'ego, była żoną Remy'ego. Ma jedno dziecko i dwójkę starszych z poprzedniego małżeństwa.
- Anthony "Kuzyn Anthony" Bellifemine- piekarz i były dostawca. Jest kuzynem Lisy- żony Buddy'ego.
- Maurizio Belgiovine- dostawca, brat Lisy- żony Buddy'ego.
- Ralph Attanasia III- rzeźbiarz w cukierni
- Dana Herbert- stażysta Buddy'ego. Wygrał pierwszą edycję "Next Great Baker"
- Marissa Lopez- stażystka Buddy'ego. Wygrała drugą edycję "Next Great Baker"
- Mary Sciarrone- konsultanka, siostra Buddy'ego. Za swoje zachowanie wobec pracowników została zwolniona, ale pogodziła się z bratem i wróciła do cukierni.

## Poprzedni bohaterowie
- Mary Valastro Pinto- matka Buddy'ego. W show pojawiała się regularnie, do 2010 gdy poszła na emeryturę. W 2012 r. zdiagnozowano u niej stwardnienie zanikowe boczne.
- Remigio "Remi" Gonzalez- był "lewą ręką" Buddy'ego i mężem Lisy- siostry Buddy'ego. Opuścił show po aresztowaniu go pod zarzutem napaści seksualnej.
- Salvatore "Sal" Picinich- (zm. 30 stycznia 2011 r.) pracował w piekarni od 1964 i był jednym z najbardziej zaufanych pracowników Buddy'ego. Zdiagnozowano u niego raka w 2009 r.
- Kevin "Stretch" Krand- dostawca, zakończył pracę w cukierni, by kontynuować edukację.
- Tony "Ton-Ton" Albanese- stażysta Buddy'ego
- Stephanie "Sunshine" Fernandez- dekoratorka. Była pierwszą kobietą, która pracowała w piekarni, gdzie kobiety były zatrudniane jako sprzedawczynie.